# هانس بيتر نيلسن
هانس بيتر نيلسن (بالدنماركية: Hans Peter Nielsen)‏ هو فلاح وسياسي دانمركي، ولد في 29 أبريل 1852، وتوفي في 17 سبتمبر 1928.